# ラストスタンド
『ラストスタンド』（原題: The Last Stand）は、キム・ジウン監督による2013年のアメリカ合衆国のアクション映画。『ターミネーター3』以来十年ぶりとなるアーノルド・シュワルツェネッガーの主演作品であり、韓国映画を今まで担当してきたキム・ジウンにとっては初めてのアメリカ映画でもある。

## ストーリー
かつてロサンゼルス市警察の敏腕な麻薬捜査官であったレイ・オーウェンズ（アーノルド・シュワルツェネッガー）は、危険な任務で多くの同僚を失った心痛から第一線を退き、アリゾナ州とメキシコの国境付近の田舎町・ソマートンで保安官として静かに歳を重ねていた。
ソーントンの住人の大半がフットボールチームの応援で町を離れた週末に、レイの元にFBIから緊急の電話が入る。死刑判決を受けて移送中の麻薬王コルテス（エドゥアルド・ノリエガ)が手下の手を借りて脱走し、時速400キロを出せるシボレー・コルベットZR1の改造モデル車でソーントンへ向かっているというのだ。
ソマートンには国境の渓谷を越える橋は無かったが、コルテスは豊富な財力に物を言わせて、手下たちに軍用の仮設橋を掛けさせていた.。邪魔な老農場主を容赦なく殺し、捜査に向かった若い副保安官も射殺して、町を火の海にしようと襲撃して来る手下たち。
FBIなどの応援も間に合わないという状況下、「最後の砦（ラストスタンド）」となったレイの味方は、2人の副保安官と一般市民の武器マニア、それに酒で身を持ち崩した元軍人の４人だけだった。武器マニアが集めた新旧の銃器を手に、最新鋭の兵器で武装した敵に立ち向かうレイたち。
手下の殲滅(せんめつ)には成功したが、コルベットZR1で到着したコルテスは町を抜け、仮設橋へ向かってしまった。車でコルテスを追い、走り難いトウモロコシ畑に追い込むレイ。最後は橋上での肉弾戦によって、レイはコルテスを逮捕し、FBIに引き渡した。

## キャスト
レイ・オーウェンズ保安官
演 - アーノルド・シュワルツェネッガー、日本語吹替 - 玄田哲章
郡保安官。移民。元ロサンゼルス市警察の麻薬捜査課精鋭部隊に所属していたが、ある事件を解決する際に仲間7人を失って自らも負傷し、叙勲されるも退職してソマートンの保安官に転ずる。勤勉な性格で街の多くの住民から頼りにされている。太り始めた体型と年齢が気になっているようだが、体力や銃器の扱いは多少の自信あり。愛車はシボレー・シルバラードのパトカー。
ジョン・バニスター捜査官
演 - フォレスト・ウィテカー、日本語吹替 - 立木文彦
FBI捜査官。コルテスを護送する任務のリーダー。当初はレイを田舎町の保安官として見くびっていたが、彼の正確な情勢判断や行動力を知って考えを改める。
ルイス・ディンカム
演 - ジョニー・ノックスビル、日本語吹替 - 西凜太朗
本作のコミックリリーフ。武器マニアで、街の工場に「武器博物館」と称して数多くの武器を保管しており、中には違法所持の疑いがあるものも含まれる。お気に入りの所持品には一つ一つ名前を付けている。現代の銃火器のほか、両大戦時の全自動火器や機関砲、中世の騎士の剣や盾、日本の兜といった変わった武器もある。コルテス一味に対抗するため、オーウェンズから求められて武器・弾薬を提供し、臨時の副保安官に任命される。
フランク・マルチネス
演 - ロドリゴ・サントロ、日本語吹替 - 咲野俊介
かつては文武両道で陸上競技のホープだったが、堕落して泥酔し、保安官に暴行危害を加えた罪で投獄される。サラの元恋人で、彼女のことを今でも愛している。ジェリーとは親友。ジェリーの死後、そのバッジを引き継ぎ、副保安官としてコルテス一味の侵入を食い止める。
サラ・トーランス副保安官
演 - ジェイミー・アレクサンダー、日本語吹替 - 林真里花
保安官事務所の唯一の女性。真面目な性格でフランクの恋人だったが、愛想を尽かして別れた。コルテス一味との戦闘では屋上からの監視と狙撃を担当。
マイク・“フィギー”・フィゲロラ副保安官
演 - ルイス・ガスマン、日本語吹替 - 宝亀克寿
肥満体で中年の副保安官。テンガロンハットをかぶっている。事なかれ主義者だが正義感は強い。当初はコルテス一味との対決を、多勢に無勢として避けようと主張していた。
ガブリエル・コルテス
演 - エドゥアルド・ノリエガ、日本語吹替 - 桐本琢也
本作の悪役。ラスベガスの麻薬王であり、メキシコ移民。巨大麻薬組織の3代目首領であり、軍隊並みに武装した手下たちを操る。匿名で公式レースに参加するほど運転技術が高い。黒のシボレー・コルベットZR1を操り、卓越した運転技術で検問の警官隊やSWAT部隊を翻弄し、一路メキシコを目指す。
トーマス・ブレル
演 - ピーター・ストーメア、日本語吹替 - 大塚芳忠
コルテスの右腕。西部開拓時代の拳銃コルトM1848 ドラグーンを所持している。先行してソマートンに到着し、コルテスの逃亡の便宜を図るため、国境の渓谷に工作する。口調は穏やかな皮肉屋だが、その実は警官殺しすらなんとも思わない怜悧酷薄な男。
ジェリー・ベイリー副保安官
演 - ザック・ギルフォード、日本語吹替 - 浪川大輔
若き副保安官。間の抜けた所もあるが、若さ故に大きな仕事をしたい願望が強い。平和な田舎街に辟易していて、レイにロサンゼルス市警への転勤を頼み込む。フランクの親友。
エレン・リチャーズ捜査官
演 - ジェネシス・ロドリゲス、日本語吹替 - 東條加那子
女性FBI捜査官。コルテスの逃亡時に居合わせ、相棒が射殺された後人質にされる。
クリスティ
演 - クリスティアーナ・ルーカス、日本語吹替 - 安武みゆき
街のダイナーで働くウェイトレス。
フィル・ヘイズ捜査官
演 - ダニエル・ヘニー、日本語吹替 - 河本邦弘
アジア系のFBI捜査官。冷静沈着。ソマートンがコルテスの逃走経路となる可能性を指摘する。
アーロン・ミッチェル捜査官
演 - ジョン・パトリック・アメドリ、日本語吹替 - 長谷川俊介
FBI捜査官。車オタク。空気を読まない発言でバニスター捜査主任をイラつかせる。
パーソンズ
演 - ハリー・ディーン・スタントン
街の牧場主の老人。頑固な性格で、電話すら持っていない。毎朝決まった時間にダイナーに牛乳を届けている。コルテスの組織に協力を拒んで射殺され、牛乳が配達されなかったことを不審に思ったクリスティの通報で、自宅で死体が発見される。
町長
演 - ティトス・メンチャカ、日本語吹替 - 西村太裕
ソマートンの町長。オーウェンズからは間抜け呼ばわりされている。地元の学生スポーツチームを引率して町を留守にする。愛車はシボレー・カマロ ZL1。路上駐車を咎められ、「邪魔だったら移動してくれ」とオーウェンズにキーを預ける。
アーヴ
日本語吹替 - 町田政則
サラザー夫人
日本語吹替 - 宮沢きよこ
テヴァース
日本語吹替 - 平野夏那子
ポニーテイル
日本語吹替 - 新田英人
フェイスバーン
日本語吹替 - 櫻井トオル
コーマン
日本語吹替 - あべそういち
エルキンス
日本語吹替 - 氷田昌康
ボヨ
日本語吹替 - 増元拓也

## 製作
撮影はニューメキシコ州とネバダ州で行われた。

## 評価
レビュー・アグリゲーターのRotten Tomatoesでは169件のレビューで支持率は61%、平均点は5.80/10となった。Metacriticでは33件のレビューを基に加重平均値が54/100となった。